# FranceTerme
FranceTerme est une base de données terminologiques de la délégation générale à la langue française et aux langues de France du ministère de la Culture français, qui rassemble les récents néologismes avalisés par la Commission d'enrichissement de la langue française et parus au Journal officiel, remplaçant les termes importés d'autres langues. 
Elle a pour mission de promouvoir l'utilisation de mots en français, pour enrichir la langue française et éviter son recul dans le monde.

## Création et objet
La création de FranceTerme s'inscrit dans le cadre de l'application de la loi Toubon, ainsi que du décret du 3 juillet 1996 relatif à l'enrichissement de la langue française.
Le site a été lancé le 10 mars 2008 par la ministre de la Culture et  de la Communication, Christine Albanel, lors de la Semaine de la langue française. Le législateur entend donner aux services de l'État un rôle exemplaire en matière d'emploi du français. Ainsi, le décret du 3 juillet 1996 cité ci-dessus précise les conditions de la production et de la diffusion de la terminologie officielle. Une fois publiés au Journal Officiel, les termes et définitions adoptés deviennent d'un emploi obligatoire pour le service de l'État et ses établissements publics.
Le site permet à ses usagers de rechercher l'équivalent français d'un terme étranger, de consulter la définition d'un terme ou encore d'obtenir la liste des termes publiés dans un domaine. Il offre également la possibilité de suggérer un nouveau terme et de commenter un terme de la base. En 2009, il comprend environ 5 000 termes et environ 300 nouveaux termes sont proposés par an.
Le contenu de FranceTerme est aussi disponible au format XML sur la plateforme de diffusion de données publiques data.gouv.fr, qui contient 7 203 termes au 9 septembre 2020.
En 2009, le site a reçu une légère refonte : aspect et ajout de nouvelles fonctionnalités (flux RSS, WikiLF, données ouvertes).
En 2025, le site comprend environ 9 500 termes.